# Италия на чемпионате мира по хоккею с шайбой 2007
Сборная Италия на чемпионате мира по хоккею с шайбой 2007 года заняла двенадцатое место, набрав два очка. Сборная заняла шестое место в Группе E квалификационного этапа, попав в неё с третьего места группы А. Сборная Италии одержала единственную победу, победив в дополнительное время сборную Латвии.
За шесть игр на чемпионате сборная Италии набрала два очка, пропустив 23 шайбы и забив 8 шайб. Таким образом, разница забитых и пропущенных шайб составила −15 шайб. Матчи с участием сборной Италии посетило 38 070 человек.

## Состав
| Вратари    |                      |                         |               |
| Номер      | Имя                  | Клуб                    | Дата рождения |
| 29         | Джэйсон-Марк Муццати | Flint Generals          | 03.02.1970    |
| 55         | Андреа Капрано       | Ponteba                 | 09.03.1976    |
| 73         | Гюнтер Хелл          | Bolzano 2000            | 30.08.1978    |
| Защитники  |                      |                         |               |
| Номер      | Имя                  | Клуб                    | Дата рождения |
| 3          | Тревизани, Картер    | Sodertalje SK           | 15.06.1982    |
| 6          | Страццабоско, Микеле | HC Junior Milano Vipers | 06.02.1976    |
| 8          | Флориан Рамозер      | Bolzano 2000            | 07.10.1979    |
| 12         | Андре Синьоретти     | Herning IK              | 16.01.1979    |
| 14         | Карло Лоренци        | Аллеге                  | 02.09.1974    |
| 26         | Армин Хельфер        | Junior Milano Vipers    | 31.05.1980    |
| 50         | Кристиан Боргателло  | Junior Milano Vipers    | 10.02.1982    |
| Нападающие |                      |                         |               |
| Номер      | Имя                  | Клуб                    | Дата рождения |
| 7          | Патрис Лефевр        | Lausanne                | 28.06.1967    |
| 9          | Джорджо де Беттин    | Cortina                 | 07.08.1972    |
| 10         | Джулио Сканделла     | Junior Milano Vipers    | 18.09.1983    |
| 11         | Роланд Рамозер       | Bolzano 2000            | 03.09.1972    |
| 13         | Лука Ригони          | Junior Milano Vipers    | 01.01.1975    |
| 16         | Джон Парко           | Asiago                  | 25.08.1971    |
| 18         | Паоло Бустрео        | Ritten Sport            | 29.03.1983    |
| 22         | Стефано Маргони      | Ponteba                 | 12.05.1975    |
| 24         | Марио Читаррони      | Junior Milano Vipers    | 11.06.1967    |
| 27         | Флавио Фаггиони      | Bolzano 2000            | 18.08.1981    |
| 28         | Мануэль де Тони      | Аллеге                  | 10.01.1979    |
| 34         | Джейсон Чироне       | Rio Grande Valley Bees  | 21.02.1971    |
| 39         | Джонатан Питтис      | Asiago                  | 25.01.1982    |
| 71         | Лука Ансольди        | Cortina                 | 05.01.1982    |

## Матчи

### Предварительный раунд
| 28 апреля, 2007 | \| Швеция \| 7:1 (2:1, 4:0, 1:0) \| Италия \| \| Давидссон Ю. (Хэдстрем Д.), 15:31 Эмвалл Ф. (Акерман Ю., Тарнстрем Д.), 17:19 Мартенссон Т. (Тарнстрем Д., Бэкстрем Н.), 23:40 Бремберг Ф. (Давидссон Ю., Хорнквист П.), 25:17 (бол.) Давидссон Ю. (Хорнквист П.), 28:43 Хэдстрем Д. (Тарнстрем Д., Эмвалл Ф.), 29:53 Халлберг П. (Бремберг Ф., Давидссон Ю.), 51:50 (бол.) \| Голы \| Де Беттин Д. (Маргони С.), 09:22 \| | Стадион: Арена на Ходынке, Москва Зрителей: 4420 Судьи: Вячеслав Буланов (Россия), Иван Дедюля (Белоруссия), Ансис Эглитис (Латвия). |
| Игра проходила при очевидном преимуществе сборной Швеции. Несмотря на первую пропущенную шайбу, шведы уже к конце первого тайма выигрывали со счётом 2:1. Второй тайм прошёл под диктовку шведов, которые смогли забить четыре безответных шайбы в ворота итальянцев. В заключительном третьем периоде шведская сборная сбавила обороты, что отразилось и на количестве бросков по воротам. Обе сборные совершив по семь бросков по воротам противника, сумели забить один единственный гол. Удача улыбнулась шведскому защитнику Халлбергу, который сумел реализовать численное преимущество в середине третьего периода. | | |
| Швеция | 7:1 (2:1, 4:0, 1:0) | Италия |
| Давидссон Ю. (Хэдстрем Д.), 15:31 Эмвалл Ф. (Акерман Ю., Тарнстрем Д.), 17:19 Мартенссон Т. (Тарнстрем Д., Бэкстрем Н.), 23:40 Бремберг Ф. (Давидссон Ю., Хорнквист П.), 25:17 (бол.) Давидссон Ю. (Хорнквист П.), 28:43 Хэдстрем Д. (Тарнстрем Д., Эмвалл Ф.), 29:53 Халлберг П. (Бремберг Ф., Давидссон Ю.), 51:50 (бол.) | Голы | Де Беттин Д. (Маргони С.), 09:22 |

| 30 апреля, 2007                                                                      | \| Швейцария \| 2:1 (1:0, 0:0, 1:1) \| Италия \| \| Г.Безина (П.Дипьетро, Р.Лемм) 15:44 (бол.) И.Рютеманн (С.Блинденбахер, Р.Лемм) 51:57 \| Голы \| Л.Ансольди (Р.Рамозер) 44:18 \| | Стадион: Арена на Ходынке, Москва Зрителей: 6520 Судьи: Рихард Шутц (Германия), Иван Дедюля (Белоруссия), Юрий Оскирко (Россия) |
| Швейцария                                                                            | 2:1 (1:0, 0:0, 1:1) | Италия |
| Г.Безина (П.Дипьетро, Р.Лемм) 15:44 (бол.) И.Рютеманн (С.Блинденбахер, Р.Лемм) 51:57 | Голы | Л.Ансольди (Р.Рамозер) 44:18 |

| 2 мая, 2007 | \| Италия \| 4:3 ОТ (0:1, 1:0, 2:2, 1:0) \| Латвия \| \| Чироне Д. (Лоренци К., Страццабоско М.) 23:03 Ансольди Л. 56:41 Боргателло К. (Чироне Д.) 57:41 Чироне Д. (Синьоретти А.) 64:10 ОТ \| Голы \| Дарзиньш Л. (Лавиньш Р., Сорокин О.) 14:51 Даугавиньш К. (Ципулис М., Васильев Х.) 51:43 Дарзиньш Л. (Сорокин О., Редлихс М.) 58:09 \| | Стадион: Арена на Ходынке, Москва Зрителей: 6180 Судьи: Ги Пеллерен (Канада), Томас Гемейнхардт (Германия), Сильвен Лосье (Канада)  |
| Италия | 4:3 ОТ (0:1, 1:0, 2:2, 1:0) | Латвия |
| Чироне Д. (Лоренци К., Страццабоско М.) 23:03 Ансольди Л. 56:41 Боргателло К. (Чироне Д.) 57:41 Чироне Д. (Синьоретти А.) 64:10 ОТ | Голы | Дарзиньш Л. (Лавиньш Р., Сорокин О.) 14:51 Даугавиньш К. (Ципулис М., Васильев Х.) 51:43 Дарзиньш Л. (Сорокин О., Редлихс М.) 58:09 |

### Квалификационный раунд
| 4 мая, 2007 | \| Россия \| 3:0 (0:0, 1:0, 2:0) \| Италия \| \| Ковальчук И. (Малкин Е., Фролов А.) 34:17 Фролов А. (Ковальчук И.) 53:35 Морозов А. (Зиновьев С., Зарипов Д.) 59:56 (бол.) \| Голы \| \| | Стадион: Арена на Ходынке, Москва Зрителей: 10100 Судьи: Рихард Шутц (Германия), Томас Гемейнхардт (Германия), Роман Пузар (Чехия) |
| Весь матч сборная России имела преимущество над итальянской командой. Однако отличная игра итальянского вратаря долго не позволяла открыть счёт. Воплотить преимущество в забитые шайбы команда смогла только в конце второго тайма, буквально затолкав шайбу в вороты вместе с вратарём Муццати. Закрепить преимущество российская команда смогла во второй половине третьего периода. В концовке третьего периода итальянский вратарь Муццати получил травму, однако покинуть ворота отказался. За 4 секунды до конца матча Морозову удалось забить третью шайбу. | | |
| Россия | 3:0 (0:0, 1:0, 2:0) | Италия |
| Ковальчук И. (Малкин Е., Фролов А.) 34:17 Фролов А. (Ковальчук И.) 53:35 Морозов А. (Зиновьев С., Зарипов Д.) 59:56 (бол.) | Голы | |

| 5 мая, 2007 | \| Финляндия \| 3:0 (2:0, 0:0, 1:0) \| Италия \| \| Я.Виухкола (Й.Лехтинен, В.Пелтонен) 7:29 (бол.) Ю.Хентунен (Я.Рууту, Н.Капанен) 18:48 Я.Виухкола (Н.Капанен, Ю.Хентунен) 42:31 \| Голы \| \| | Стадион: Арена на Ходынке, Москва Зрителей: 4850 Судьи: Оле Хансен (Норвегия), JAKOBSEN Ronni (Дания), Милан Масик (Словакия) |
| Финляндия | 3:0 (2:0, 0:0, 1:0) | Италия |
| Я.Виухкола (Й.Лехтинен, В.Пелтонен) 7:29 (бол.) Ю.Хентунен (Я.Рууту, Н.Капанен) 18:48 Я.Виухкола (Н.Капанен, Ю.Хентунен) 42:31 | Голы | |

| 7 мая, 2007                                                                     | \| Италия \| 2:5 (0:3, 2:0, 0:2) \| Дания \| \| Д. де Беттин (Д.Чироне, К.Боргателло) 30:47 Р.Рамозер (С.Маргони, Г.Хелл) 35:58 \| Голы \| Транхольм (Стол, Д. Нильсен) 3:46 (бол.) Регин (Ф. Нильсен) 4:23 Й. Нильсен (Пандер, Кристенсен) 6:30 Олсен (Дреслер, А. Андреасен) 49:04 Кристенсен (Й. Нильсен, Кьяргорд) 55:29 \| | Стадион: Арена на Ходынке, Москва Зрителей: 6000 Судьи: Петер Йонак (Словакия), Ансис Эглитис (Латвия), Андрей Кича (Украина)                                                     |
| Италия                                                                          | 2:5 (0:3, 2:0, 0:2) | Дания |
| Д. де Беттин (Д.Чироне, К.Боргателло) 30:47 Р.Рамозер (С.Маргони, Г.Хелл) 35:58 | Голы | Транхольм (Стол, Д. Нильсен) 3:46 (бол.) Регин (Ф. Нильсен) 4:23 Й. Нильсен (Пандер, Кристенсен) 6:30 Олсен (Дреслер, А. Андреасен) 49:04 Кристенсен (Й. Нильсен, Кьяргорд) 55:29 |

## Статистика
- Три игрока сборной Италии забросили по три шайбы в ворота противника, что является лучшим показателем результативности. Это Лука Ансольди, Джейсон Чироне и Джорджо де Беттин.
- Джейсон Чироне и Стефано Маргони сделали по две результативных передачи, став лучшими ассистентами сборной Италии.
- По системе «гол+пас» Джейсон Чироне набрал четыре очка, став лучшим игроком сборной по этому показателю.
- В сборной Италии нет ни одного игрока с показателем «полезности» +/- больше нуля. Лучший показатель, равный нулю, набрали четыре игрока. Худшим показателем является −5.
- Все вратари сборной Италии имели игровую практику более 60 минут. Наиболее надёжным вратарём сборной Италии стал Джэйсон-Марк Муццати, который за 60 минут игрового времени отразил 33 броска из 36, что составляет 91.67 %. 236 минут 59 секунд провёл на площадке вратарь Гюнтер Хелл. За это время он отразил 101 из 111 бросоков, что составляет 90.99 %. Андреа Капрано отстоял на воротах 66 минут 51 секунду. За это время он отразил 43 броска из 53 (81.13 %).